# Charles Coburn
Charles Coburn (19 de juny de 1877, Savannah, Geòrgia, Estats Units – 30 d'agost de 1961, Nova York) va ser un actor estatunidenc.

## Biografia
Va néixer a Savannah, Geòrgia, i va ser fill únic. Porta una activitat teatral important a Geòrgia i a Nova York. El 1906, funda la seva pròpia tropa, els "Coburn Players", amb la seva dona. Coburn va ser director teatral als 17 anys. Debuta a Broadway el 1918.
Es va casar dues vegades. La seva primera esposa, amb la qual es va casar el 1906, va ser Ivah Wills Coburn, una actriu i productora teatral nord-americana, morta el 1937. Després de la mort de la seva esposa, Coburn es va traslladar a Los Angeles, Califòrnia, i va començar a treballar al cinema. El 1959, Coburn es va casar amb Winifred Natzka, 41 anys més jove, i anterior esposa del cantant d'òpera Oscar Natzka.
Va guanyar l'Oscar al millor actor secundari pel seu paper a The More the Merrier el 1943. Va ser també nominat per The Devil and Miss Jones el 1941 i per The Green Years ln 1946. Altres pel·lícules notables són Of Human Hearts (1938), Les tres nits d'Eva (1941), Kings Row (1942), The Constant Nymph (1943), Heaven Can Wait (1943), Wilson (1944), Impact (1949), The Paradine Case (1947), Els senyors prefereixen les rosses (1953) i John Paul Jones (1959).
En els anys quaranta, Coburn va ser vicepresident de la Motion Picture Alliance for the Preservation of American Ideals, un grup oposat a la presència de comunistes a Hollywood.
Coburn té una estrela en el Passeig de la Fama de Hollywood per la seva contribució a la indústria cinematogràfica, en el 6240 de Hollywood Boulevard.
Va morir a causa d'un infart agut de miocardi el 30 d'agost de 1961 a Nova York, als 84 anys.

## Filmografia
- 1933: Boss Tweed
- 1935: The People's Enemy: Jutge

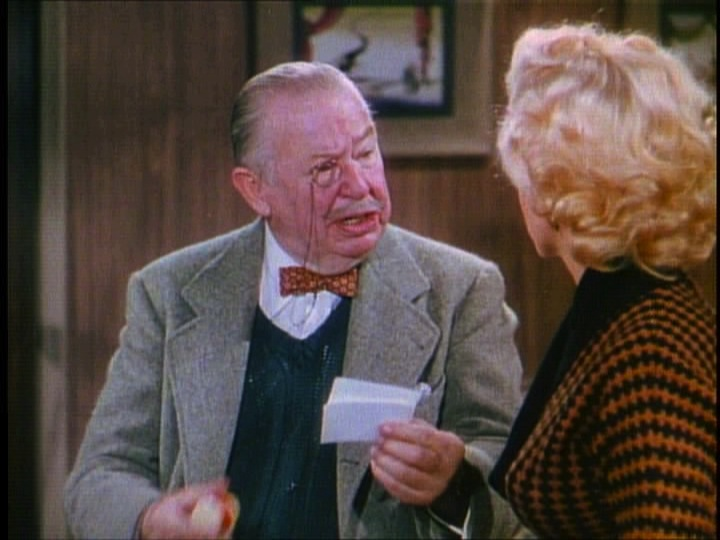
Charles Coburn a Els senyors prefereixen les rosses.

- 1938: Of Human Hearts: Dr. Charles Shingle
- 1938: Intrigues femenines (Vivacious Lady): Peter Morgan Sr.
- 1938: Yellow Jack: Dr. Finlay
- 1938: Lord Jeff: Capità Briggs
- 1939: Idiot's Delight: Dr. Hugo Waldersee
- 1939: El llaç sagrat (Made for Each Other): Jutge Joseph M. Doolittle
- 1939: The Story of Alexander Graham Bell: Gardner Hubbard
- 1939: Mare per força (Bachelor Mother): John B. Merlin
- 1939: Stanley and Livingstone: Lord Tyce, editor del London Globe
- 1939: In Titre Only: Richard Walker
- 1940: Road to Singapore: Joshua Mallon IV
- 1940: Edison, the Man: General Powell
- 1940: Florian: Hofer
- 1940: The Captain Is a Lady: Capità Abe Peabody
- 1940: Three Faces West: Dr. Karl Braun
- 1941: The Lady Eve: 'Coronel' Harrington
- 1941: The Devil and Miss Jones: John P. Merrick
- 1941: Our Wife: Professor Drake
- 1941: Unexpected Uncle: Seton Mansley també conegut com a Alfred Crane
- 1941: H.M. Pulham, Esq.: John Pulham
- 1942: Kings Row: Dr. Henry Gordon
- 1942: In This Our Life: William Fitzroy
- 1942: George Washington Slept Here: Oncle Stanley J. Menninger
- 1943: Forever and a Day: Sir William
- 1943: The More the Merrier: Benjamin Dingle
- 1943: The Constant Nymph: Charles Churchill
- 1943: Heaven Can Wait: Hugo Van Cleve
- 1943: Princess O'Rourke: Holman - l'oncle de Maria
- 1943: My Kingdom for a Cook: Rudyard Morley
- 1944: Knickerbocker Holiday: Peter Stuyvesant
- 1944: Wilson: Professor Henry Holmes
- 1944: The Impatient Years: William Smith
- 1944: Together Again: Jonathan Crandall Sr
- 1945: A Royal Scandal: Canceller Nicolai Iiyitch
- 1945: Over 21: Robert Gow
- 1945: Shady Lady: Coronel Appleby
- 1945: Rhapsody in Blue: Max Dreyfus
- 1946: Coronel Effingham's Raid: Coronel Will Seaborn Effingham
- 1946: The Green Anys: Alexander 'Dandy' Gow
- 1947: Lured: Inspector Harley Temple
- 1947: The Paradine Case: Sir Simon Flaquer
- 1948: B.F.'s Daughter: Burton F. 'B.F.' Fulton
- 1948: Green Grass of Wyoming: Beaver Greenway
- 1949: Impact: Tinent Tom Quincy
- 1949: The Doctor and the Girl: Dr. John Corday
- 1949: Yes Sir That's My Baby: Professor Jason Hartley
- 1949: The Gal Who Took the West: General Michael O'Hara
- 1949: Everybody Does It: Major Blair (el pare de Doris)
- 1950: Peggy: Professor 'Brooks' Brookfield
- 1950: Louisa: Abel Burnside
- 1950: Mr. Music: Alex Conway
- 1951: Oh Money, Money
- 1951: The Highwayman: Lord Walters
- 1952: Has Anybody Seen My Gal?: Samuel Fulton / John Smith
- 1952: Em sento rejovenir (Monkey Business): Mr. Oliver Oxley
- 1953: Trouble Along the Way: Father Burke
- 1953: Els senyors prefereixen les rosses (Gentlemen Prefer Blondes): Sir Francis 'Piggy' Beekman
- 1954: The Rocket Man: Mayor Ed Johnson
- 1954: The Long Wait: Jardiner
- 1955: How to Be Very, Very Popular: Dr. Tweed
- 1956: The Power and the Prize: Guy Eliot
- 1956: La volta al món en vuitanta dies (Around the World in Eighty Days): Steamship Company Clerk
- 1957: Town on Trial: Dr. John Fenner
- 1957: How to Murder a Rich Uncle: Oncle George
- 1957: The Story of Mankind: Hippocrates
- 1959: The Remarkable Mr. Pennypacker: Grampa Pennypacker
- 1959: A Stranger in My Arms: Vance Beasley
- 1959: John Paul Jones: Benjamin Franklin
- 1960: Pepe de George Sidney: (Cameo)

## Premis i nominacions

### Premis
- 1944 - Oscar al millor actor secundari per a The More the Merrier de George Stevens.

### Nominacions
- 1942 - Oscar al millor actor secundari per a The Devil and Miss Jones.
- 1947 - Oscar al millor actor secundari per a The Green Years.